# Sidney, Iowa
Sidney är administrativ huvudort i Fremont County i delstaten Iowa. Orten har fått sitt namn efter Sidney, Ohio. Sidney hade 1 138 invånare enligt 2010 års folkräkning.